# Garcinia indica
Garcinia indica, conocida comúnmente como; en maratí: आमसूल, romanizado: aamsul, brindones de la India, cocam, cocum, en maratí: कोकम, romanizado: kokam o kokum, es una especie de planta de la familia Clusiaceae, y es endémica de la India.

## Usos
El fruto de este árbol se consume de varias maneras. Como especia se puede considerar la corteza seca, que se emplea como acidulante en la cocina del oeste de la India.

## Taxonomía
La especie fue descrita inicialmente como Brindonia indica por Louis Marie Aubert du Petit-Thouars y publicada en Dictionnaire des Sciences Naturelles, ed. 2, 5: 340, en 1806, actualmente es tanto un sinónimo como el basónimo de esta; y ulteriormente, sería transferida al género Garcinia por Jacques Denis Choisy en Prodromus systematis naturalis regni vegetabilis 1: 561, en 1824.

#### Etimología
Ver: Garcinia
indica: epíteto latino geográfico que alude a su localización en la India.